# V. Kovács Sándor
V. Kovács Sándor (Budapest, 1931. december 22. – Budapest, 1986. december 2.) magyar irodalomtörténész, szerkesztő, bibliográfus, egyetemi adjunktus.

## Élete
A Vörösmarty MIhály Gimnáziumban érettségizett, majd a budapesti tudományegyetemen magyar-könyvtár szakon végzett. Az oklevél megszerzése után eleinte vasúti fékezőként dolgozott, majd 1956-ban a pestlőrinci általános iskolában tanított. Dolgozott középiskolai tanárként is, majd az Eötvös József Collegium könyvtárának munkatársa volt. 
1957-ben az MTA Irodalomtudományi Intézetének tudományos munkatársa lett. 1960-tól az Irodalomtörténeti Közlemények szerkesztésében vett részt. 1964-ben A magyar irodalom története első kötetének egyik szerkesztője volt, 1972-ben pedig A magyar irodalomtörténet bibliográfiája első kötetének munkálataiban is részt vett. 1970-től a ELTE Régi Magyar Irodalomtörténeti Tanszékének megbízott előadója volt, majd 1977-ben egyetemi adjunktus lett. 1973-ban a Magyar Könyvszemle megbízott szerkesztője lett, majd 1974-től haláláig a folyóirat szerkesztőbizottságának tagja volt.

## Főbb művei
- Magyar humanisták levelei (Budapest, 1971)
- Janus Pannonius munkái latinul és magyarul (Budapest, 1972)
- Janus Pannonius (tan., Budapest, 1975)
- Régi magyar olvasókönyv (Budapest, 1977)
- Temesvári Pelbárt válogatott írásai (Budapest, 1982)
- A magyar középkor irodalma (Budapest, 1984)
- Tar Lőrinc pokoljárása (Budapest, 1985)
- Mátyás király levelei 1460–1490 (Budapest, 1986)
- Eszmetörténet és régi magyar irodalom (Budapest, 1987)